# 法國航空4590號班機空難
48°59′08″N 2°28′20″E / 48.98556°N 2.47222°E
法國航空4590號班機空難（法語：Vol 4590 Air France）又稱為協和式客機空難，發生在2000年7月25日，法国航空一架原定由法國巴黎夏尔·戴高乐国际机场飛往美國紐約甘迺迪國際機場的协和式飞机，起飞后不久坠毁于巴黎市郊的戈內斯。空难造成机上100名乘客和9名机组人员全部罹難，并造成地面4人罹難及1人受伤。
这次航班是属于德国彼得·戴尔曼邮轮公司（德語：Reederei Peter Deilmann）的旅遊包机，機上乘客大部分是德国游客，他们正准备前往紐約登上德国籍的豪华邮轮“德意志号”，参加一次为期16天的加勒比海豪华游轮假期之旅。
协和式飞机是當時世界上唯一一种投入商业运营的超音速客機，此次空难是其营运生涯第一次也是唯一一次灾难性事故。在此次事故之前，协和式飞机被誉为世界上最安全的民航客机。自然，发生首次事故前任何客机从事故率上来讲都“最安全”，因为每千米飞行里程的旅客丧生数目皆为零。在这次事故发生后，协和式飞机就成为世界上“最危险”的民航客机之一，每100万次航班的丧生旅客数为12.5人，加之國際燃油漲價，最终导致协和式飞机在2003年提早退役。

## 事件經過
2000年7月25日，法国航空公司一架注册编号为F-BTSC的协和式飞机准备从法国巴黎戴高乐机场起飞，执行飞往纽约的4590号航班，机上有9位机组成员（2名飞行员、1名飞行工程师、6名空中服务员）以及100位乘客。机组按照当时的天气情况，选择的V速率分别为150节（V1，约278公里/小时）、198节（VR，约367公里/小时）、220節（V2，约407公里/小时）。 
當天下午4時40分，4590號班機於巴黎戴高樂機場26號右跑道起飛。當飛機在跑道上以時速320公里滑行時，機場塔台向4590號班機報告飛機後方失火，并表示能优先使用跑道起飛，但由於飛機已滑行了1,200公尺，跑道只剩下2,000公尺，再加上它已加速至時速328公里，超過了起飛的決斷速度（V1），已經無法安全停下，飛機除了起飛別無他選。
4時43分15秒，协和式飞机的左機翼拖著長長的火焰下徐徐升空，4時43分22秒，飛機駕駛艙的引擎火警警報器響起，三秒後，機長關閉2號引擎，但飛機離地一直只有30公尺。飛機起火的機翼不斷解體，方向舵亦在此时被烧毁，导致整架飛機向左傾側。4時45分，飛機在起飛後69秒墜毀於機場附近的戈內斯鎮的一間酒店外25米處，墜毀時機腹朝天，当时飞机离巴黎-勒布爾熱機場只有一小段航程。機上100名乘客和9名机组人员全部罹難，并導致旅馆內4人死亡。

## 事件調查
| 國籍   | 乘客 | 機組人員 | 合計 |
| ------ | ---- | -------- | ---- |
| 德国   | 96   | 0        | 96   |
| 法國   | 0    | 9        | 9    |
| 丹麦   | 2    | 0        | 2    |
| 奥地利 | 1    | 0        | 1    |
| 美国   | 1    | 0        | 1    |
| 合計   | 100  | 9        | 109  |

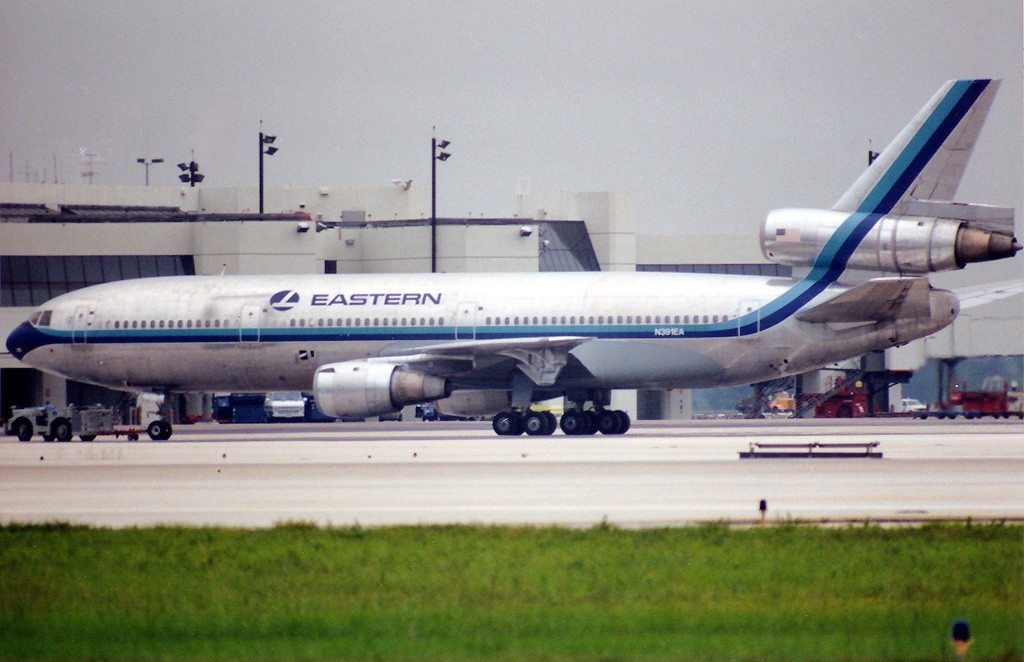
涉事DC-10曾在意大利航空和美国东方航空服役

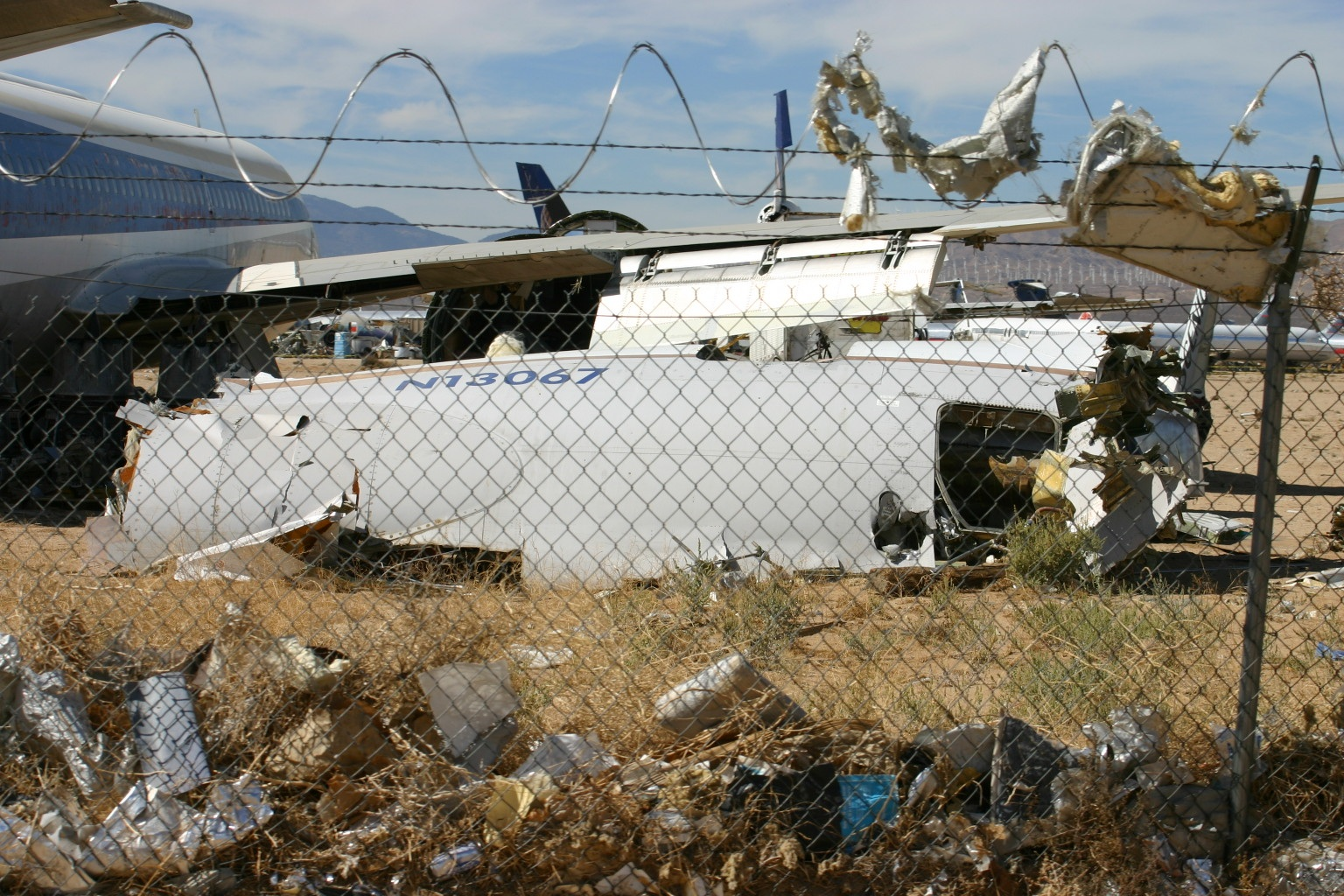
拆解后的N13067

官方調查報告認為，空難發生當天，跑道上有一條由美國大陸航空的麥道DC-10客機（編號N13067，執行飛往紐瓦克的大陸航空55號班機）一號引擎掉落的長條型鈦金屬零件，該客機先於4590號班機起飛；但金屬零件在4590航班起飛前仍未清走。在4590航班客机起飛時，飛機机轮輾過該零件，導致輪胎爆裂，輪胎的碎片以每小時300多公里射向位于機翼的滿載油箱，造成的震荡波导致油箱盖受压打开，大量燃油泄漏；另外一块较小的轮胎碎片割斷起落架的電纜線，導致火花引燃漏油。起火時機場的航管人員雖有發現並通報該班機機長，但因飛機已滑行至V1速度不得不起飛，機長原先想飛到5公里外的巴黎-勒布爾熱機場迫降。但是二號引擎已經關閉，然後一號引擎著火，也就是說飛行員們正在駕駛只有一半推力的和諧客機，繼而燒毀機翼，导致机翼融化，起落架受損無法收起，令飛機無法有效攀升及加速，最後失速墜毀於機場一哩外的一間旅馆，導致9名機員及100名乘客和地面4人死亡。

## 訴訟
法国司法部在2008年3月起诉美國大陆航空，法庭方面應法國檢控官要求將此案定為刑事罪案，大陸航空面臨過失致死指控，但大陆航空一直否认指控。他們的代表律师說，客机在碰到金属条前已经着火。他们还说，由於班機在不安全的狀況下起飛，所以發生了墜機事故。法航方面否認了這一說法。
法國當地時間2010年2月2日13时30分，法國航空4590號班機空难墜毀案在巴黎西北郊的蓬图瓦兹轻罪法庭开审，大陆航空及另外5人被控对本次空难负责。150多名记者和50名技术员将参加旁听，法庭辩论使用法、德、英三种语言，调查卷宗多达90宗，证据多达534件。遇难者的家属方面只有一部分会出席聆讯，因为有大部分已经接受法航的赔偿，不会参与共同起诉。
被起訴方包括：大陸航空；大陸航空机械师约翰·泰勒（John Taylor），他负责为DC-10客机安装那根肇事的金属条；维修人员斯坦利·福特（Stanley Ford）；协和客机制造公司前工程师主管雅克·埃卢贝勒（Jacques Herubel）；欧洲航天集团（EADS）协和分部前主管昂里·佩里耶（Henri Perrier）和法国民航总署前高层主管克勞德·法兰特赞（Claude Frantzen）。如果被控的罪名成立，他們的最高刑期可达5年监禁和7万5千欧元罚款。
法國法庭在2010年5月28日结束案件審理，於12月6日做出判决。美國大陸航空公司和1名技術人員觸犯過失致死罪。判決書指出，大陸航空和歐洲航太防衛公司必須分別以70%及30%比重，分擔空難罹難者的賠償責任。大陸航空另外被判罰20萬歐元，它的技術人員约翰·泰勒則被判處緩刑的15個月徒刑。針對這樣的判決，大陸航空和那名技術人員都表示将进行上訴。2012年3月8日，新一轮庭审在巴黎开庭。
法国凡尔赛上诉法院2012年11月29日宣判，美国大陆航空公司在2000年协和式飞机空难中不需承担刑事责任，但仍需向法国航空公司支付100万欧元民事赔偿。

## 事件影響
在意外發生後數天，英國航空和法國航空將全數协和式飞机停飛，以對意外作進一步調查及對客機進行改善等工作，事發15個月後才再度啟用。
事后，英航與法航的工程師加強协和式飞机輪胎和起落架內電纜的結構，并在油箱底部置入防彈墊片保護油箱。但就在客機於2001年準備復飛前，美國卻發生了九一一事件，使协和式飞机的載客量下滑，再加上协和式飞机服役時間已經超過30年，耗油量極大，國際燃油漲價，已不符合經濟效益。2003年10月24日，一架註冊編號為F-BVFC的协和式飞机執行最後一次飛行任務後，协和式飞机從此退出航空業。

## 節目
該事件收錄在《空中浩劫》的第14季第7集「Concorde - Up In Flames」。
《重返危險現場》將其拍攝為第一季第一集「Crash of the Concorde」。